# الرودكي
الرُّودكي (نحو 244 - 329 هـ / 858 - 940 م) أبو عبد الله جعفر بن محمد بن حكيم بن عبد الرحمن بن آدم. شاعر فارسي ، يعتبر أول شاعر ذي شأن في تاريخ الأدب الفارسي كله. ولد في قرية رودك من قرى سمرقند. من أشهر أعماله ترجمته الشعرية لكتاب « كليلة ودمنة » نقلاً عن الترجمة العربية التي وضعها عبد الله بن المقفّع.كان من أعظم شعراء اللغة الفارسية في اللغة الإيرانية.

## رائحة نهر المولیان
في إحدى الرحلات من هرات، وصلوا إلى قريتين جميلتين، حيث توجد حدائق كبيرة أمام كل منزل. أمير، لأنه يحب هذه الأماكن، يأمر جميع القوات بالبقاء هنا. تستمر هذه الإقامة لفترة أطول قليلاً، أي ما يعادل أربع سنوات، لأنه كان هناك سلام في جميع الأراضي. أمراء الجيش والجنود الذين يفتقدون عائلاتهم يطلبون من الأمير السعيد نصر الساماني الوزير التفكير في خطة وإقناع الأمير بمغادرة هذا المكان، مقابل إعطائه العديد من العملات المعدنية. يقرأ رودكي للأمير هذه القصيدة الفارسية وفي يده قيثارة:
(تنتشر رائحة ((نهر الموليان)) الآن ، يُذكّّر الرفيق الرؤوف و...)
بالفارسية:
بویِ جویِ مولیان آیَد هَمی
یادِ یارِ مِهرْبان آیَد هَمی
ریگ آموی ودُرُشتی راهِ أو
زیر پایَم پَرنِیان آیَد هَمی
آبِ جیحون از نشاطِ رویِ دوست
خنگ ما را تا مِیان آیَد هَمی
ای بخارا! شاد باش ودیر زی
میر زی تو شادْمان آیَد هَمی
میر ماه است وبخارا آسْمان
ماه سویِ آسمان آیَد هَمی
میر سَروْ است وبخارا بوستان
سَروْ سویِ بوستان آیَد هَمی
عندما وصل أمير إلى هذه النقطة من القصيدة، ركب الخيل بدافع الفرح المطلق، وحتى وصل بخارى ، لم يتوقف في أي مكان إلا عند الضرورة. كما تلقى رودكي عدة مرات العملات التي وعدوه بها.

## معرض صور

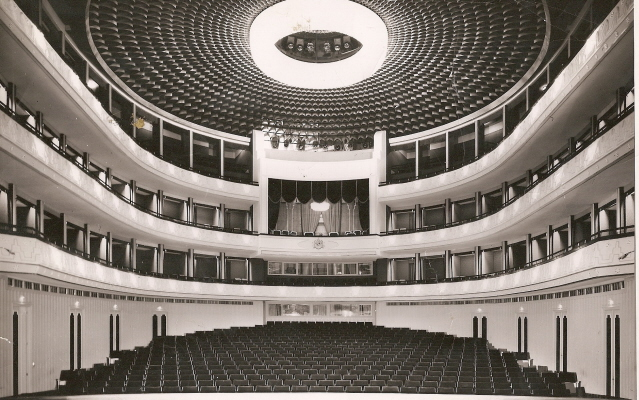
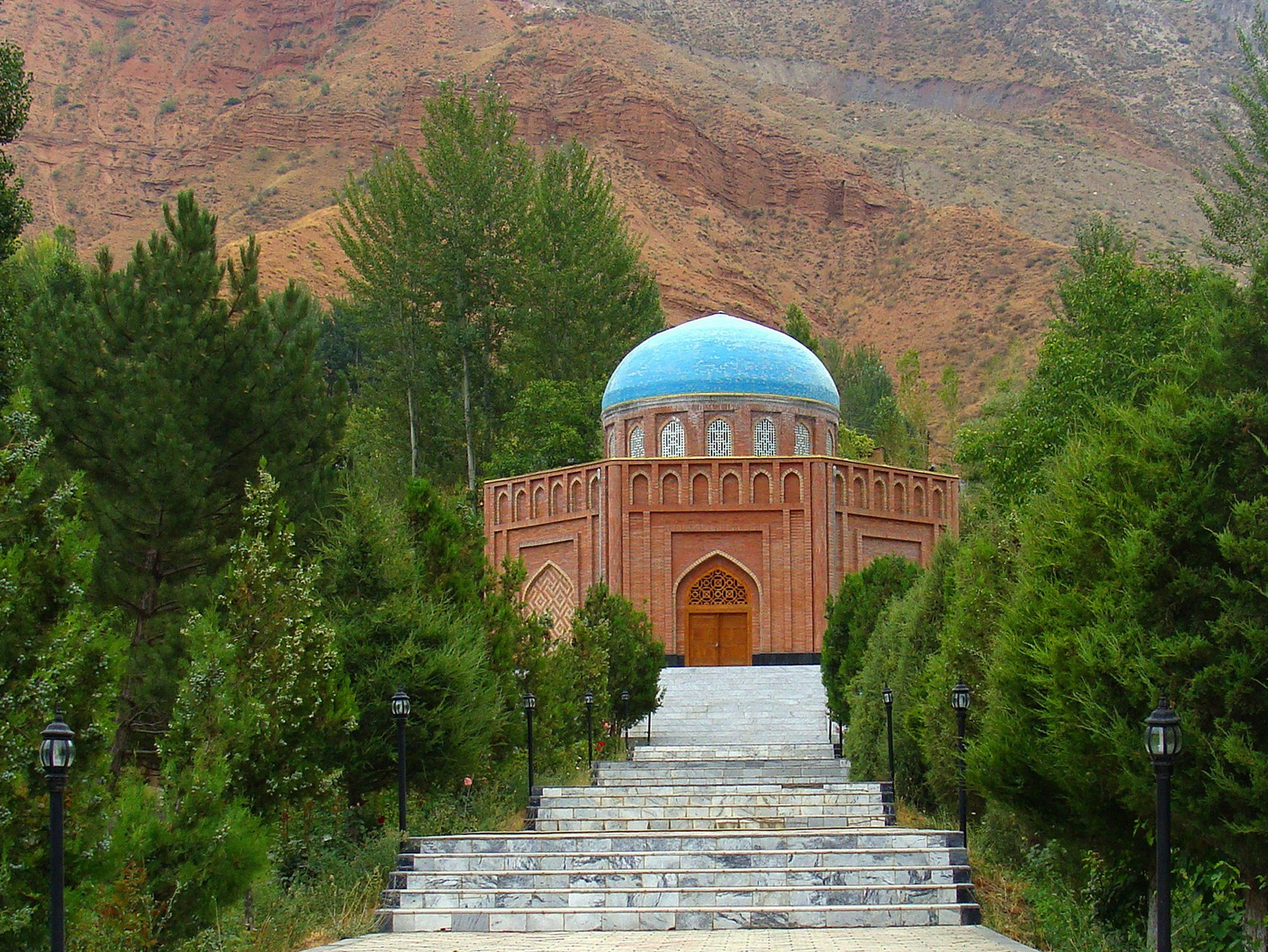
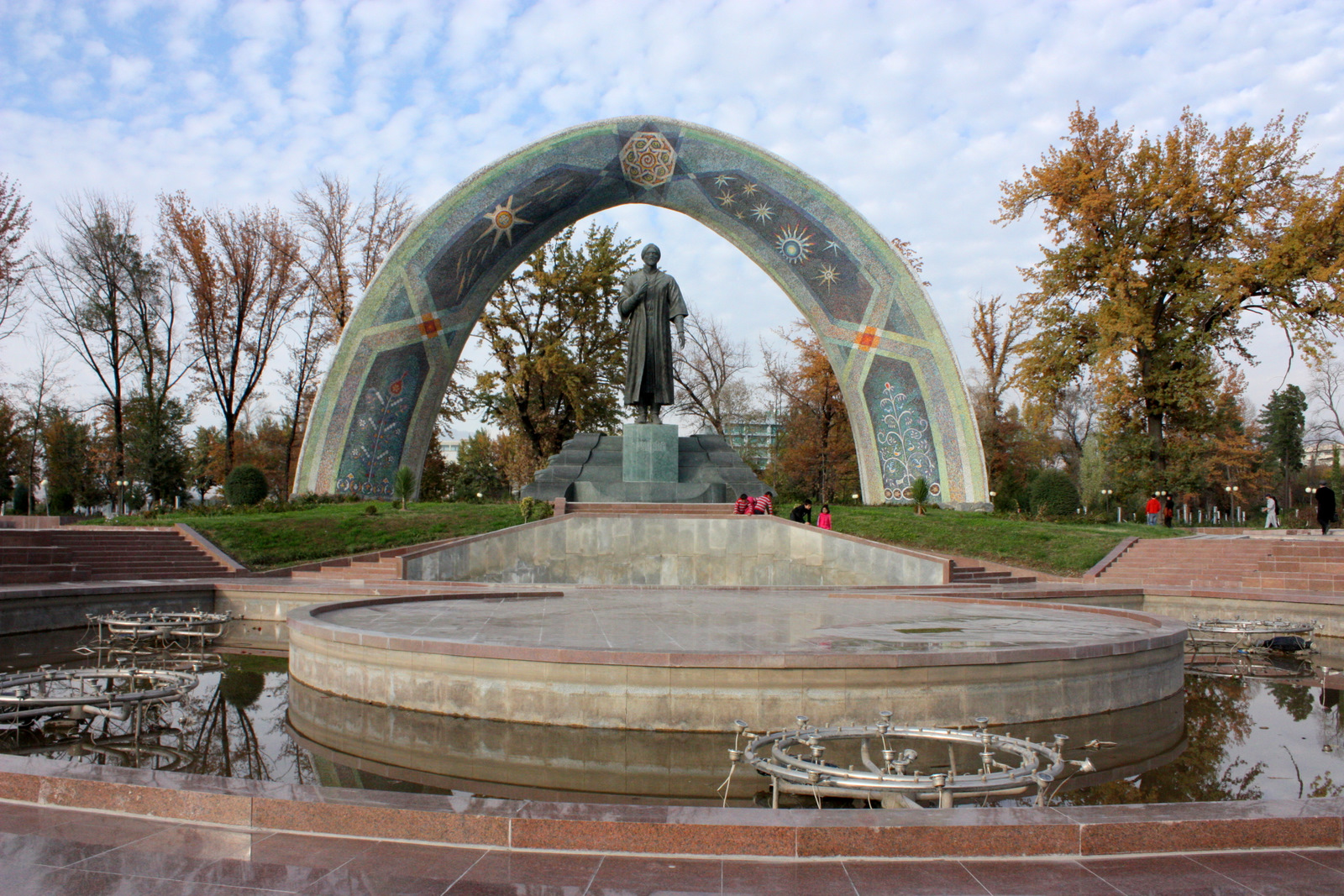

## كتب عن رودكي
- صدر الدين عيني وسيمينوف. البروفيسور روداكي (بالفارسية واللاتينية) ، استالين اباد 1940
- روداكي (بالروسية) مع تقديم ES Braginsky ، ترجمة دزهافين ، ستاليناباد 1955.
- م. زاند. مؤلف قِران هو سيد روداكي (بالفارسية والسيريلية) - استالين آباد 1957.
- عبد الغني ميرزاييف. روداكي وتطور الشعر الغنائي في أمسيات 10-15 (بالفارسية الطاجيكية) ، استالين اباد 1957.
- عبد الغني ميرزاييف. عينة من الفولكلور في روداكي (باللغة الفارسية الطاجيكية) - استالين اباد 1958.
- بوبك نيك طلب. سرو سمرقند ، تفسير لقصائد مستمر رودكي ، طهران 2020 ، منشورات فراديد[بحاجة لمصدر]